# Ocnogyna pallida
Ocnogyna pallida là một loài bướm đêm thuộc phân họ Arctiinae, họ Erebidae.